# Nicomede II
Nicomede II Epifane (in greco antico: Νικομήδης Β' ὁ Ἐπιφανής?; Bitinia, ... – Nicomedia, 128 a.C. o 127 a.C.) fu re di Bitinia dal 149 al 128/127 a.C.
Figlio di Prusia II, era il quarto discendente della dinastia a cominciare da Nicomede I.
Era così popolare tra il popolo che il padre lo mandò a Roma onde limitarne la sua influenza. Tuttavia anche nella capitale della Repubblica, guadagnò favori dal senato romano, costringendo Prusia a spedire un emissario con il segreto ordine di assassinarlo. Ma questi rivelò il complotto, persuadendo il principe a ribellarsi contro suo padre.
Sostenuto da Attalo II, re di Pergamo, sconfisse il padre, ordinando poi che fosse messo a morte a Nicomedia, nel 149 a.C. Durante il suo lungo regno, Nicomede sostenne fermamente l'alleanza romana, combattendo contro Aristonico di Pergamo, cercando inoltre di ottenere da Roma il controllo della Frigia, contendendola a Mitridate V, re del Ponto.
Gli succedette suo figlio, Nicomede III.
Nicomede II ha ispirato Corneille per la tragedia Nicomède (1651), liberamente modellata sul suo personaggio e sulle sue vicende.

## Dinastia
| predecessore: Prusia II | Re di Bitinia 149 a.C. – 128 a.C. | successore: Nicomede III |